# Esgrima nos Jogos Europeus de 2015 - Espada individual masculino
A competição da espada individual masculino foi um dos eventos da esgrima nos Jogos Europeus de 2015, em Baku, no Azerbaijão. Foi disputada no Baku Crystal Hall no dia 24 de junho.

## Calendário
Horário de verão do Azerbaijão (UTC+5).
| Data        | Horário | Fase             |
| ----------- | ------- | ---------------- |
| 24 de junho | 09:00   | Primeira fase    |
| 24 de junho | 11:30   | Segunda fase     |
| 24 de junho | 12:50   | Oitavas de final |
| 24 de junho | 13:40   | Quartas de final |
| 24 de junho | 18:30   | Semifinal        |
| 24 de junho | 20:00   | Final            |

## Medalhistas
| Ouro   | FRA Iván Trevejo                       |
| Prata  | RUS Sergey Khodos                      |
| Bronze | FRA Daniel Jérent NOR Bartosz Piasecki |

## Resultados

### Primeira fase
Os resultados da primeira fase foram os seguintes.

#### Grupo A
| Ent | Esgrimista                 | Dinamarca | Países Baixos | Hungria | Estónia | Itália | Azerbaijão | Bulgária | V | L | V/B   | PM | PS | Diff. | CG | CF |
| --- | -------------------------- | --------- | ------------- | ------- | ------- | ------ | ---------- | -------- | - | - | ----- | -- | -- | ----- | -- | -- |
| 20  | DEN Frederik von der Osten |           | V3            | 3       | 4       | 4      | V          | V        | 3 | 6 | 0.500 | 24 | 20 | 4     | 3  | 14 |
| 12  | NED Bas Verwijlen          | 0         |               | V       | 1       | 4      | V          | V        | 3 | 6 | 0.500 | 20 | 18 | 2     | 4  | 17 |
| 30  | HUN Márk Hanczvikkel       | V         | 3             |         | 4       | 4      | 4          | V        | 2 | 6 | 0.333 | 25 | 25 | 0     | 5  | 25 |
| 1   | EST Nikolai Novosjolov     | V         | V             | V       |         | V      | 4          | V        | 5 | 6 | 0.833 | 29 | 17 | 12    | 1  | 2  |
| 10  | ITA Gabriele Cimini        | V         | V             | V       | 2       |        | V          | V        | 5 | 6 | 0.833 | 27 | 22 | 5     | 2  | =7 |
| 21  | AZE Kanan Aliyev           | 3         | 1             | V       | V       | 2      |            | 4        | 2 | 6 | 0.333 | 20 | 28 | –8    | 6  | 28 |
| 32  | BUL Deyan Dobrev           | 2         | 1             | 2       | 1       | 3      | V          |          | 1 | 6 | 0.167 | 14 | 29 | –15   | 7  | 32 |

#### Grupo B
| Ent | Esgrimista           | Azerbaijão | Rússia | Israel | França | Suíça | Hungria | Itália | V | L | V/B   | PM | PS | Diff. | CG | CF |
| --- | -------------------- | ---------- | ------ | ------ | ------ | ----- | ------- | ------ | - | - | ----- | -- | -- | ----- | -- | -- |
| 33  | AZE Najaf Maharramov |            | 2      | 1      | 4      | 4     | 1       | 3      | 0 | 6 | 0.000 | 15 | 29 | –14   | 7  | 34 |
| 9   | RUS Sergey Khodos    | V          |        | V      | 3      | 4     | 4       | V      | 3 | 6 | 0.500 | 26 | 25 | 1     | 5  | 18 |
| 19  | ISR Ido Herpe        | V          | 4      |        | V      | 3     | V3      | 2      | 3 | 6 | 0.500 | 22 | 19 | 3     | 4  | 15 |
| 2   | FRA Yannick Borel    | V          | V      | 3      |        | V     | 4       | V      | 4 | 6 | 0.667 | 27 | 23 | 4     | 2  | 11 |
| 26  | SUI Bruce Brunold    | V          | V      | V      | 2      |       | 3       | 2      | 3 | 6 | 0.500 | 22 | 25 | –3    | 6  | 23 |
| 22  | HUN Dániel Berta     | V          | V      | 2      | V      | V4    |         | 2      | 4 | 6 | 0.667 | 23 | 20 | 3     | 3  | 12 |
| 11  | ITA Marco Fichera    | V4         | 4      | V3     | 4      | V     | V       |        | 4 | 6 | 0.667 | 25 | 19 | 6     | 1  | 10 |

#### Grupo C
| Ent | Esgrimista           | Itália | Suíça | Rússia | França | Azerbaijão | Ucrânia | Hungria | V | L | V/B   | PM | PS | Diff. | CG | CF |
| --- | -------------------- | ------ | ----- | ------ | ------ | ---------- | ------- | ------- | - | - | ----- | -- | -- | ----- | -- | -- |
| 18  | ITA Gabriele Bino    |        | 2     | 2      | 2      | V          | 2       | V       | 2 | 6 | 0.333 | 18 | 26 | –8    | 6  | 29 |
| 23  | SUI Michele Niggeler | V      |       | 4      | 3      | V          | 3       | V       | 3 | 6 | 0.500 | 25 | 25 | 0     | 5  | 20 |
| 13  | RUS Sergey Bida      | V      | V     |        | 3      | V          | 2       | 4       | 3 | 6 | 0.500 | 24 | 22 | 2     | 3  | 16 |
| 8   | FRA Iván Trevejo     | V      | V     | V4     |        | V          | 1       | V       | 5 | 6 | 0.833 | 25 | 18 | 7     | 2  | 5  |
| 29  | AZE Vakil Nasibov    | 2      | 4     | 2      | 2      |            | 0       | 3       | 0 | 6 | 0.000 | 13 | 30 | –17   | 7  | 35 |
| 3   | UKR Bohdan Nikishyn  | V      | V     | V      | V      | V          |         | 4       | 5 | 6 | 0.833 | 29 | 13 | 16    | 1  | 1  |
| 31  | HUN Mátyás File      | 4      | 4     | V      | 3      | V          | V       |         | 3 | 6 | 0.500 | 26 | 26 | 0     | 4  | 19 |

#### Grupo D
| Ent | Esgrimista              | Polónia | Noruega | Hungria | Suíça | Espanha | França | Rússia | V | L | V/B   | PM | PS | Diff. | CG | CF |
| --- | ----------------------- | ------- | ------- | ------- | ----- | ------- | ------ | ------ | - | - | ----- | -- | -- | ----- | -- | -- |
| 7   | POL Radosław Zawrotniak |         | V4      | V       | V     | V       | 4      | V      | 5 | 6 | 0.833 | 28 | 17 | 11    | 1  | 3  |
| 24  | NOR Bartosz Piasecki    | 3       |         | V4      | V     | 3       | 2      | V      | 3 | 6 | 0.500 | 22 | 24 | –2    | 4  | 22 |
| 14  | HUN Péter Szényi        | 1       | 3       |         | V     | 3       | V      | 4      | 2 | 6 | 0.333 | 21 | 24 | –3    | 5  | 26 |
| 15  | SUI Florian Staub       | 3       | 3       | 4       |       | V       | 4      | 4      | 1 | 6 | 0.167 | 23 | 27 | –4    | 7  | 30 |
| 4   | ESP José Luis Abajo     | 4       | V       | V4      | 2     |         | 4      | 2      | 2 | 6 | 0.333 | 21 | 26 | –5    | 6  | 27 |
| 27  | FRA Ronan Gustin        | V       | V       | 2       | V     | V       |        | V      | 5 | 6 | 0.833 | 27 | 22 | 5     | 2  | =7 |
| 35  | RUS Dmitriy Gusev       | 1       | 4       | V       | V     | V       | 3      |        | 3 | 6 | 0.500 | 23 | 25 | –2    | 3  | 21 |

#### Grupo E
| Ent | Esgrimista             | Itália | França | Finlândia | Azerbaijão | Suíça | Rússia | Letónia | V | L | V/B   | PM | PS | Diff. | CG | CF |
| --- | ---------------------- | ------ | ------ | --------- | ---------- | ----- | ------ | ------- | - | - | ----- | -- | -- | ----- | -- | -- |
| 15  | ITA Andrea Santarelli  |        | V      | 4         | V          | V     | V4     | V       | 5 | 6 | 0.833 | 28 | 23 | 5     | 2  | 6  |
| 5   | FRA Daniel Jérent      | 4      |        | 2         | V          | V     | V      | V       | 4 | 6 | 0.667 | 26 | 19 | 7     | 3  | 9  |
| 6   | FIN Niko Vuorinen      | V      | V      |           | V          | 4     | V      | V       | 5 | 6 | 0.833 | 29 | 19 | 10    | 1  | 5  |
| 35  | AZE Mehrab Hasanov     | 3      | 2      | 2         |            | 4     | 1      | V       | 1 | 6 | 0.167 | 17 | 29 | –12   | 6  | 31 |
| 25  | SUI Georg Kuhn         | 4      | 1      | V         | 2          |       | V      | V       | 4 | 6 | 0.667 | 25 | 26 | –1    | 4  | 13 |
| 16  | RUS Anton Glebko       | 3      | 2      | 4         | V          | 4     |        | V       | 2 | 6 | 0.333 | 23 | 20 | 3     | 5  | 24 |
| 27  | LAT Mihails Jefremenko | 4      | 4      | 2         | 4          | 4     | 0      |         | 0 | 6 | 0.000 | 18 | 30 | –12   | 7  | 33 |

### Fase final
Os resultados finais se deram da seguinte maneira.

#### Final
|  | Final |                   |    |
|  |       |                   |    |
|  | 5     | FRA Iván Trevejo  | 15 |
|  | 18    | RUS Sergey Khodos | 8  |

#### Metade superior
|  | Segunda fase | Segunda fase         | Segunda fase |  |  | Oitavas de final | Oitavas de final     | Oitavas de final  |    |    | Quartas de fnal   | Quartas de fnal   | Quartas de fnal |  |  | Semifinal | Semifinal | Semifinal |
|  |              |                      |              |  |  |                  |                      |                   |    |    |                   |                   |                 |  |  |           |           |           |
|  |              |                      |              |  |  |                  |                      |                   |    |    |                   |                   |                 |  |  |           |           |           |
|  |              |                      |              |  |  | 1                | UKR Bohdan Nikishyn  | 8                 |    |    |                   |                   |                 |  |  |           |           |           |
|  | 17           | NED Bas Verwijlen    | 15           |  |  | 17               | NED Bas Verwijlen    | 15                |    |    |                   |                   |                 |  |  |           |           |           |
|  | 16           | RUS Sergey Bida      | 12           |  |  |                  |                      |                   |    | 17 | NED Bas Verwijlen | 9                 |                 |  |  |           |           |           |
|  | 9            | FRA Daniel Jérent    | 15           |  |  |                  | 9                    | FRA Daniel Jérent | 15 |    |                   |                   |                 |  |  |           |           |           |
|  | 24           | RUS Anton Glebko     | 7            |  |  | 9                | FRA Daniel Jérent    | 15                |    |    |                   |                   |                 |  |  |           |           |           |
|  | 25           | HUN Márk Hanczvikkel | 12           |  |  | 8                | FRA Ronan Gustin     | 14                |    |    |                   |                   |                 |  |  |           |           |           |
|  | 8            | FRA Ronan Gustin     | 15           |  |  |                  |                      |                   |    |    | 9                 | FRA Daniel Jérent | 10              |  |  |           |           |           |
|  |              |                      |              |  |  |                  | 5                    | FRA Iván Trevejo  | 15 |    |                   |                   |                 |  |  |           |           |           |
|  |              |                      |              |  |  | 5                | FRA Iván Trevejo     | 15                |    |    |                   |                   |                 |  |  |           |           |           |
|  | 21           | RUS Dmitriy Gusev    | 12           |  |  | 12               | HUN Dániel Berta     | 13                |    |    |                   |                   |                 |  |  |           |           |           |
|  | 12           | HUN Dániel Berta     | 15           |  |  |                  |                      |                   |    | 5  | FRA Iván Trevejo  | 15                |                 |  |  |           |           |           |
|  | 13           | SUI Georg Kuhn       | 13           |  |  |                  | 4                    | FIN Niko Vuorinen | 10 |    |                   |                   |                 |  |  |           |           |           |
|  | 20           | SUI Michele Niggeler | 15           |  |  | 20               | SUI Michele Niggeler | 14                |    |    |                   |                   |                 |  |  |           |           |           |
|  |              |                      |              |  |  | 4                | FIN Niko Vuorinen    | 15                |    |    |                   |                   |                 |  |  |           |           |           |
|  |              |                      |              |  |  |                  |                      |                   |    |    |                   |                   |                 |  |  |           |           |           |

#### Metade inferior
|  | Segunda fase | Segunda fase               | Segunda fase |  |  | Oitavas de final | Oitavas de final           | Oitavas de final     |    |    | Quartas de fnal            | Quartas de fnal      | Quartas de fnal |  |  | Semifinal | Semifinal | Semifinal |
|  |              |                            |              |  |  |                  |                            |                      |    |    |                            |                      |                 |  |  |           |           |           |
|  |              |                            |              |  |  |                  |                            |                      |    |    |                            |                      |                 |  |  |           |           |           |
|  |              |                            |              |  |  | 3                | POL Radosław Zawrotniak    | 9                    |    |    |                            |                      |                 |  |  |           |           |           |
|  | 19           | HUN Mátyás File            | 14           |  |  | 14               | DEN Frederik von der Osten | 15                   |    |    |                            |                      |                 |  |  |           |           |           |
|  | 14           | DEN Frederik von der Osten | 15           |  |  |                  |                            |                      |    | 14 | DEN Frederik von der Osten | 14                   |                 |  |  |           |           |           |
|  | 11           | FRA Yannick Borel          | 14           |  |  |                  | 22                         | NOR Bartosz Piasecki | 15 |    |                            |                      |                 |  |  |           |           |           |
|  | 22           | NOR Bartosz Piasecki       | 15           |  |  | 22               | NOR Bartosz Piasecki       | 15                   |    |    |                            |                      |                 |  |  |           |           |           |
|  | 27           | ESP José Luis Abajo        | 15           |  |  | 27               | ESP José Luis Abajo        | 12                   |    |    |                            |                      |                 |  |  |           |           |           |
|  | 6            | ITA Andrea Santarelli      | 11           |  |  |                  |                            |                      |    |    | 22                         | NOR Bartosz Piasecki | 12              |  |  |           |           |           |
|  | 7            | ITA Gabriele Cimini        | 15           |  |  |                  | 18                         | RUS Sergey Khodos    | 15 |    |                            |                      |                 |  |  |           |           |           |
|  | 26           | HUN Péter Szényi           | 10           |  |  | 7                | ITA Gabriele Cimini        | 13                   |    |    |                            |                      |                 |  |  |           |           |           |
|  | 23           | SUI Bruce Brunold          | 10           |  |  | 10               | ITA Marco Fichera          | 15                   |    |    |                            |                      |                 |  |  |           |           |           |
|  | 10           | ITA Marco Fichera          | 15           |  |  |                  |                            |                      |    | 10 | ITA Marco Fichera          | 12                   |                 |  |  |           |           |           |
|  | 15           | ISR Ido Herpe              | 14           |  |  |                  | 18                         | RUS Sergey Khodos    | 15 |    |                            |                      |                 |  |  |           |           |           |
|  | 18           | RUS Sergey Khodos          | 15           |  |  | 18               | RUS Sergey Khodos          | 15                   |    |    |                            |                      |                 |  |  |           |           |           |
|  |              |                            |              |  |  | 2                | EST Nikolai Novosjolov     | 12                   |    |    |                            |                      |                 |  |  |           |           |           |
|  |              |                            |              |  |  |                  |                            |                      |    |    |                            |                      |                 |  |  |           |           |           |